# Variacions Op. 44 (Beethoven)
Les Variacions en mi bemoll major, Op. 44, són una sèrie de catorze variacions sobre un tema original de Ludwig van Beethoven escrites per a un trio per a piano: piano, violí i violoncel. Fou composta cap al 1792, i publicada, més tard, el 1804. Alguns el numeren com el Trio per a piano núm. 10.

## Presentació de l'obra

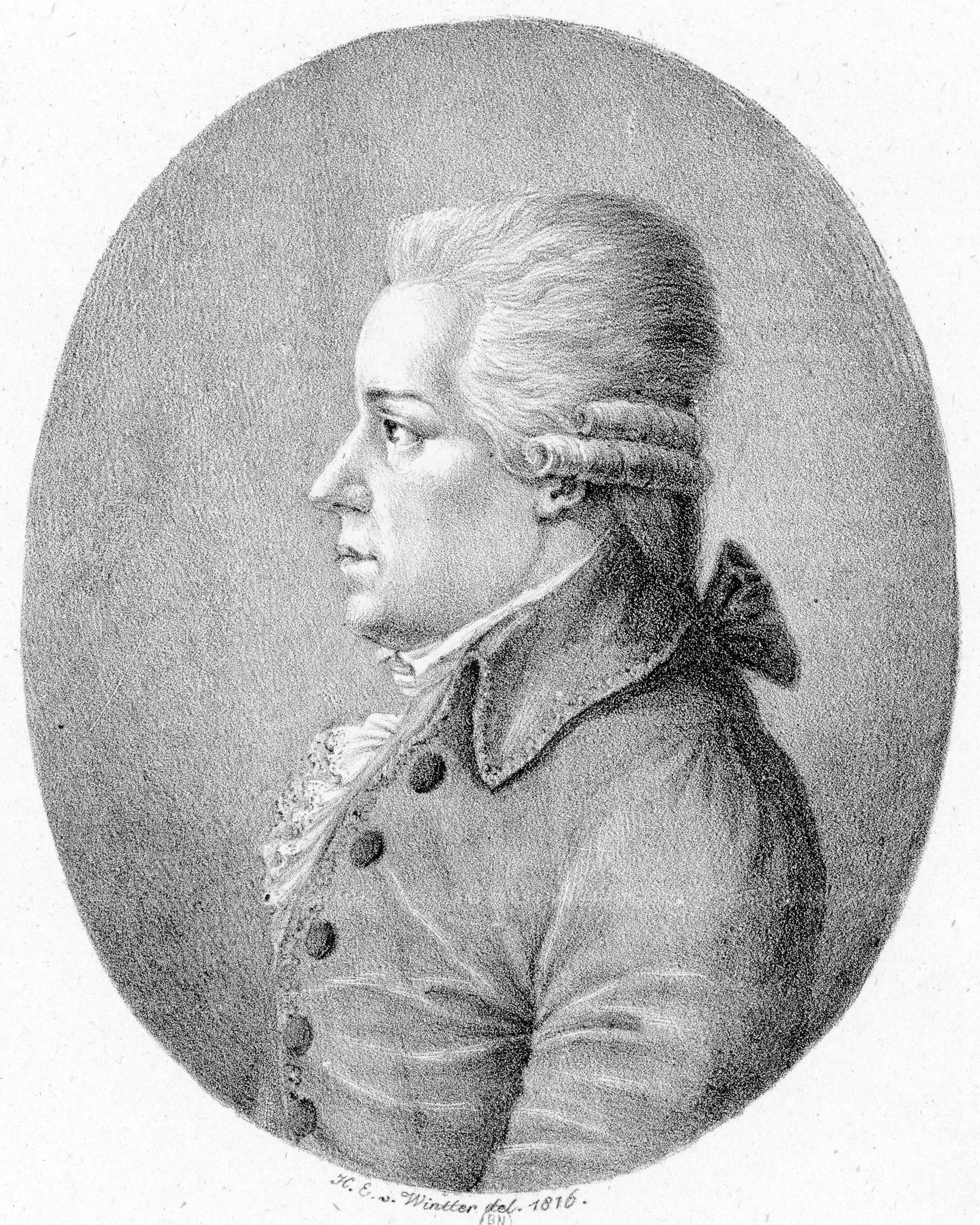
Karl Ditters von Dittersdorf

En aquesta obra, Beethoven s'adapta als costums dels seus contemporanis component variacions sobre temes populars extrets de les òperes. Das rote Käppchen (El petit capell vermell), el Singspiel de Karl Ditters von Dittersdorf, va ser representada a Viena l'any 1788 i va arribar a Bonn l'any 1792, durant els últims mesos que Beethoven hi vivia. Un dels trossos més populars de l'òpera, la petita melodia plena d'ingenuïtat "Ja, ich muss von ihr scheiden" («Sí, haig de separar-me d'ella») va ser per a Beethoven el punt de partida de les seves variacions en mi bemoll major per a un trio amb piano, l'op. 44. L'obra probablement fou acabada quan Beethoven va abandonar Bonn (un curt esbós de 1792 ha sobreviscut), tot i que no va ser impresa fins a l'any 1804 per Hoffmeister a Leipzig, per aquest motiu, té un número de opus més tardà del que li correspondria cronològicament.
El tema, lleuger, afirma la tonalitat de mi bemoll major amb arpegis sobre l'acord a l'uníson i a l'octava per part dels tres instruments, abans d'una delicada modulació. Beethoven elabora a continuació catorze variacions, ornamentades segons la tradició del segle xviii (sempre es reconeix fàcilment el tema), però amb climes i textures contrastats interessants. La desena variació, sincopada i vigorosa, és seguida per un diàleg exageradament reservat mentre que la dotzena variació que apareix amb delicadesa però és interrompuda per un fortissimo groller. Beethoven era un revulsiu per tota la decoració rococó de l'època.
Aquesta obra comprèn dues variacions lentes en mi bemoll menor (els núm. 7 i 13). La variació final comença amb un Allegro en compàs de 6/8 de manera dinàmica i feliç; a continuació, apareix un episodi més tranquil (Andante) que precedeix una cloenda molt viva (Presto) dirigida per un protagonisme brillant del piano.
La durada de la interpretació d'aquesta obra és d'uns 14 minuts.

## Discografia
- Beaux Arts Trio, 1965 (Philips)[11]
- Daniel Barenboim piano, Pinchas Zukerman violí, Jacqueline du Pré violoncelle, 1969 (EMI Classics)[12]
- Wilhelm Kempff piano, Henryk Szeryng violí, Pierre Fournier violoncel, 1969 (DG)
- Itzhak Perlman violí, Vladimir Ashkenazy piano, Lynn Harrell violoncel, 1986 (EMI Classics)
- Guarneri Trio Prague, 1999 (Harmonia Mundi)
- The Florestan Trio, 2004 (Hyperion Rècords)
- Trio Wanderer, 2012 (Harmonia Mundi)